# Ollie Schriver
Ollie Martin Schriver (ur. 17 grudnia 1879 w Waszyngtonie, zm. 28 czerwca 1947 tamże) – amerykański strzelec, trzykrotny mistrz olimpijski.
W 1920 roku był sierżantem zbrojmistrzem w Marines, a także trębaczem. W 1905 roku jako pierwszy żołnierz z Marines zdobył odznakę strzelca wyborowego. Reprezentant kraju w zawodach międzynarodowych w latach 1912–1913. W latach 20. trenował innych strzelców w Marines. Ze służby odszedł w maju 1929 roku, po czym objął jedną z wyższych funkcji w National Rifle Association.
Schriver uczestniczył w Letnich Igrzyskach Olimpijskich 1920 w co najmniej 4 konkurencjach. Został trzykrotnym mistrzem olimpijskim w drużynie, zdobywając tytuły w karabinie wojskowym leżąc z 600 m (czwarty rezultat w zespole), karabinie wojskowym leżąc z 300 i 600 m (trzeci wynik w zespole), a także w karabinie małokalibrowym stojąc z 50 m (ostatni rezultat wśród Amerykanów).

## Wyniki

### Igrzyska olimpijskie
| Igrzyska | Konkurencja                                    | Wynik                            | Miejsce | Źródło |
| -------- | ---------------------------------------------- | -------------------------------- | ------- | ------ |
| IO 1920  | Karabin wojskowy leżąc, 600 m, drużynowo       | 287 pkt. (druż.) 57 pkt. (ind.)  |         | [ 1 ]  |
| IO 1920  | Karabin wojskowy leżąc, 300 i 600 m, drużynowo | 573 pkt. (druż.) 115 pkt. (ind.) |         | [ 2 ]  |
| IO 1920  | Karabin małokalibrowy stojąc, 50 m             | 367 pkt.                         | ?       | [ 3 ]  |
| IO 1920  | Karabin małokalibrowy stojąc, 50 m, drużynowo  | 1899 pkt. (druż.) 367 pkt.       |         | [ 4 ]  |